# Ca' Vendramin Calergi
El palacio Loredan Vendramin Calergi, palacio Vendramin Calergi o  Ca' Vendramin Calergi en idioma véneto, es un edificio italiano ubicado en el sestiere de Cannaregio  con fachada sobre el Gran Canal de Venecia, entre Casa Volpi y el Palacio Marcello, en frente del Palacio Belloni Battagia. El edificio, construido a finales del siglo XV es recordado como el lugar donde falleció el compositor alemán Richard Wagner en 1883. En la actualidad, alberga al Casino de Venecia y el Museo Wagner.

## Historia
Ca' Vendramin Calergi comenzó a construirse por encargo de la familia Loredan en 1481.
Se le atribuye el proyecto a Mauro Codussi, arquitecto de la iglesia de San Zacarías y otras iglesias y residencias privadas notables en Venecia. Tras su fallecimiento, la obra fue finalizada por el taller de los Lombardo, familia de escultores y arquitectos originaria de Carona (Tesino), en 1509.
Después de haber pasado a ser propiedad del duque de Mantua Guillermo Gonzaga fue adquirido por Vettor Calergi en 1589.
En 1739 el palació pasó por vía de herencia a Niccolò Vendramin, perteneciente a una noble familia veneciana.
En 1844 la vivienda fue adquirida por  Carolina de Borbón-Dos Sicilias.
En la agitación de la unificación de Italia, se vieron obligados a vender el palacio al nieto de Carolina, Enrique de Borbón-Parma, conde de Bardi, y muchas de sus obras de arte fueron subastadas en París. El conde de Bardi y su esposa la infanta Adelgunda de Braganza y los duques de Grazia conservaron la casa, alojando en ella a muchos personajes célebres de la época. En 1937, el último de los nobles Grazia, el conde Lucchesi Palli, vendió el palacio a Giuseppe Volpi, conde de Misurata, que remodeló la vivienda, dedicando la planta primera a vivienda representativa y a convenciones y la segunda como sede del Centro Volpi de estudios de la electricidad.
El Ayuntamiento de Venecia compró Ca' Vendramin Calergi en 1946. Desde 1959, ha sido la sede de invierno del célebre Casino de Venecia (Casinò di Venezia).

## Descripción

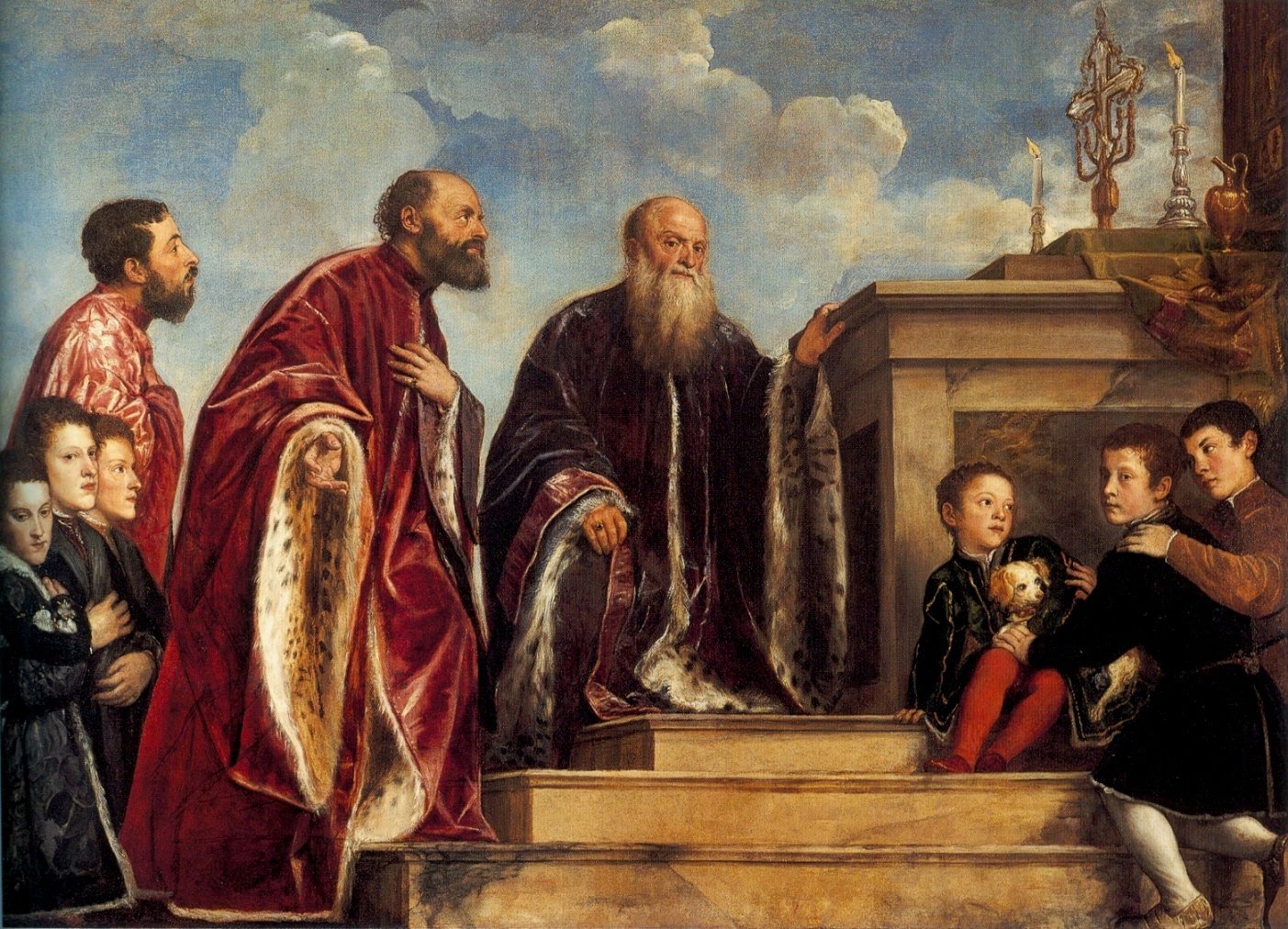
Retrato votivo de la familia Vendramin, de Tiziano.

Este amplio palacio renacentista, con acceso directo al Gran Canal, accesible en góndola, posee tres plantas, divididas por medio de pronunciadas cornisas marcaplantas sujetas por semicolumnas de órdenes superpuestos dórico, jónico y corintio. 
La belleza y el equilibrio de la fachada del edificio son excepcionales, presentando una de las más representativas del Renacimiento veneciano. Cada una de las tres plantas presentan cinco amplias bíforas de ritmo desigual, tres en el centro y dos a cada lado, siendo substituidas en el centro de la planta baja por el portal y en los extremos por ventanas rectangulares de menor tamaño.
En realidad, estas ventanas geminadas son el resultado de la unión de dos monóforas de medio punto cerradas por un arco en cuyo centro se sitúa una pequeña ventana circular.
Bajo los vierteaguas de las ventanas de la planta baja, en la fachada, se encuentra inscrito el lema de los Caballeros templarios "Non nobis Domine, non nobis. Sed nomini tuo da gloriam" ("No a nosotros, Señor, no a nosotros. Si no a Tu nombre sea dada la gloria") del Libro de los Salmos (Salmo 113 b).
En el interior, la primera planta noble muestra algunas obras del siglo XVI de Palma el Joven y algunas más del siglo XVII.

## Museo Wagner

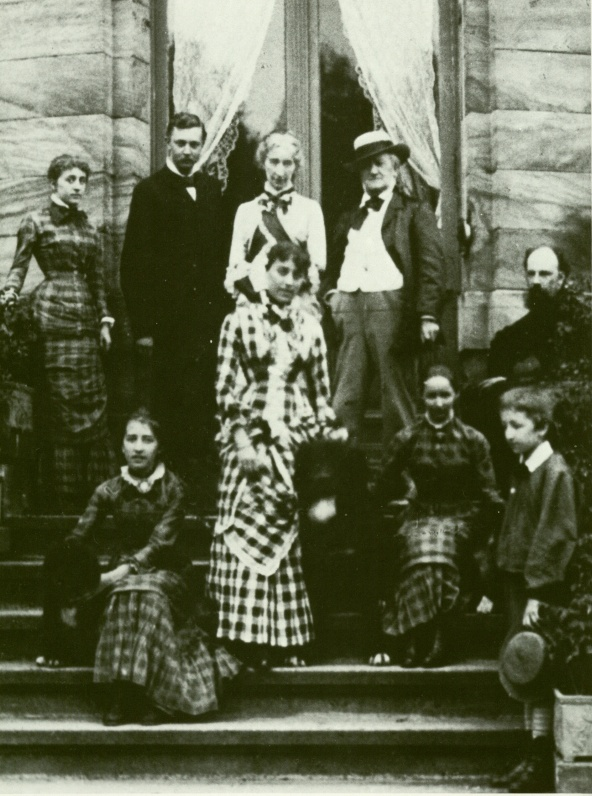
La familia Wagner en Wahnfried (Bayreuth) en 1881. De izquierda a derecha y de arriba abajo: Blandine von Bülow, Heinrich von Stein (tutor de Siegfried), Cósima Wagner, Richard Wagner, Paul von Joukowsky (amigo de la familia); fila central: Isolde, Daniela von Bülow, Eva y Siegfried.

El compositor alemán Richard Wagner, estuvo en Venecia seis veces. La primera fue en 1858, huyendo del escándalo que supuso su relación con Mathilde Wesendonck. En Vendramin terminó de orquestar Tristán e Isolda, el drama en que tal relación quedaría reflejada. Su último viaje a Italia fue poco después de que se estrenara Parsifal en el segundo festival de Bayreuth, en 1882. Alquiló una planta entera al conde de Bardi antes de su partida y se instaló en el palacio el 16 de septiembre de 1882 con su esposa Cósima, sus cuatro hijos (Daniela, Isolde, Eva y Siegfried) y los sirvientes de la casa.
Wagner falleció de un ataque al corazón en el palacio el 13 de febrero de 1883 a los 69 años. De la mano del novelista y poeta Gabriele D'Annunzio, una placa situada en un lateral del palacio, conmemora este hecho: 

In questo palagio / l'ultimo spiro di Riccardo Wagner / odono le anime perpetuarsi come la marea / che lambe i marmi.
En este palacio / el último suspiro de Richard Wagner / escuchar la perpetuación de las almas como la marea / que besa los mármoles.

En febrero de 1995 se inauguró el Museo Wagner, que alberga la colección Josef Lienhart de documentos raros, partituras musicales, cartas firmadas, cuadros, discos y otras reliquias. Los objetos del museo constituyen la mayor colección privada dedicada a Wagner fuera de Bayreuth.
El centro está gestionado por la Associazione Richard Wagner di Venezia y el Centro Europeo di Studi e Richerche Richard Wagner, los cuales organizan exposiciones, conferencias, conciertos y publican artículos académicos para promover la vida y la obra de Wagner.